# Короткокошик Томазіні
Короткокошик Томазіні (Brachythecium tommasinii) — вид мохів порядку гіпнобрієвих (Hypnales).

## Поширення
Ареал охоплює такі частини світу: Європа.
В основному поширений в гірських районах. Росте в лісах у помірно тінистих або тінистих і сухих або свіжих місцях, переважно на вапняку та сланцю.

## Галерея

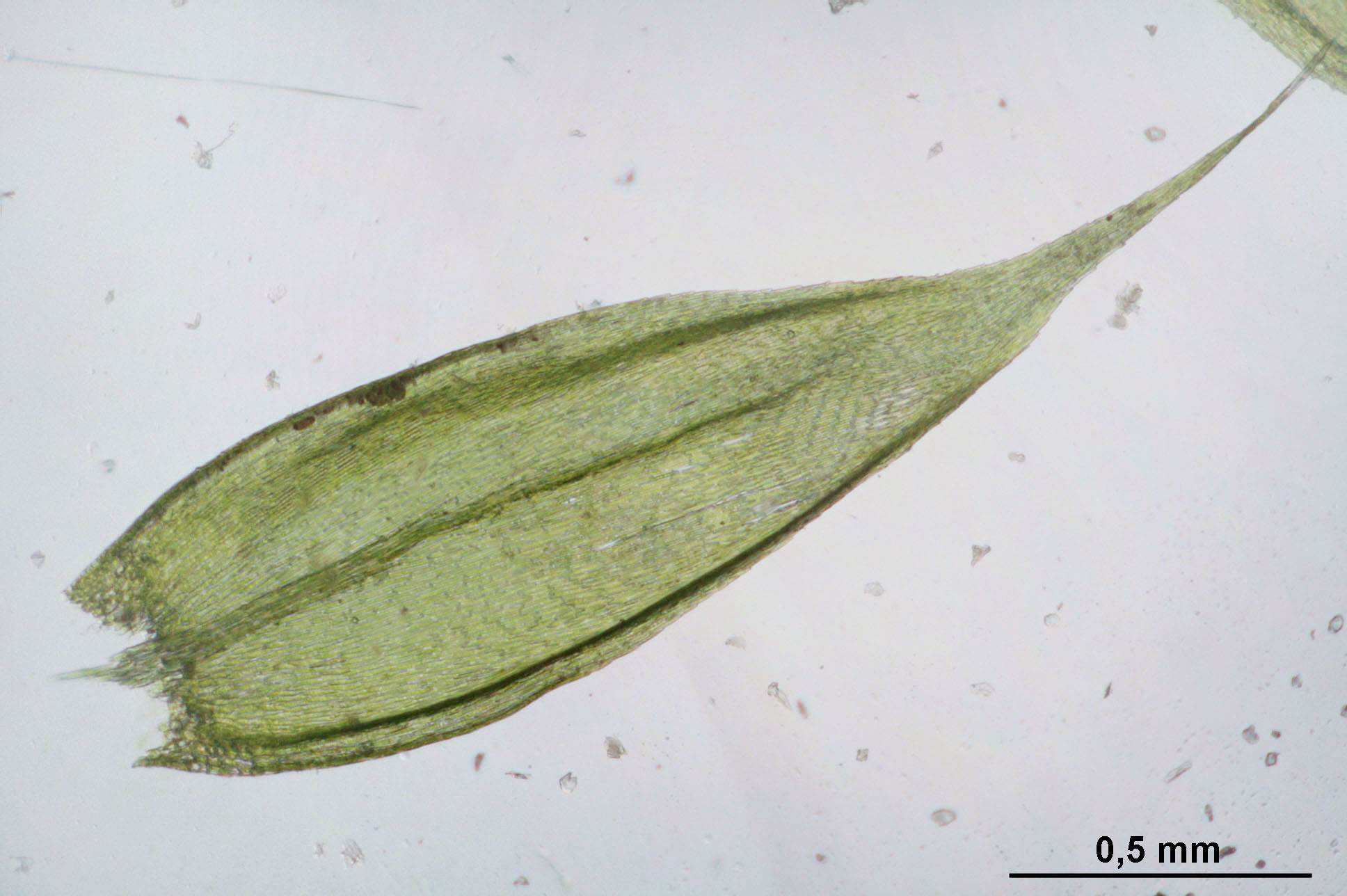
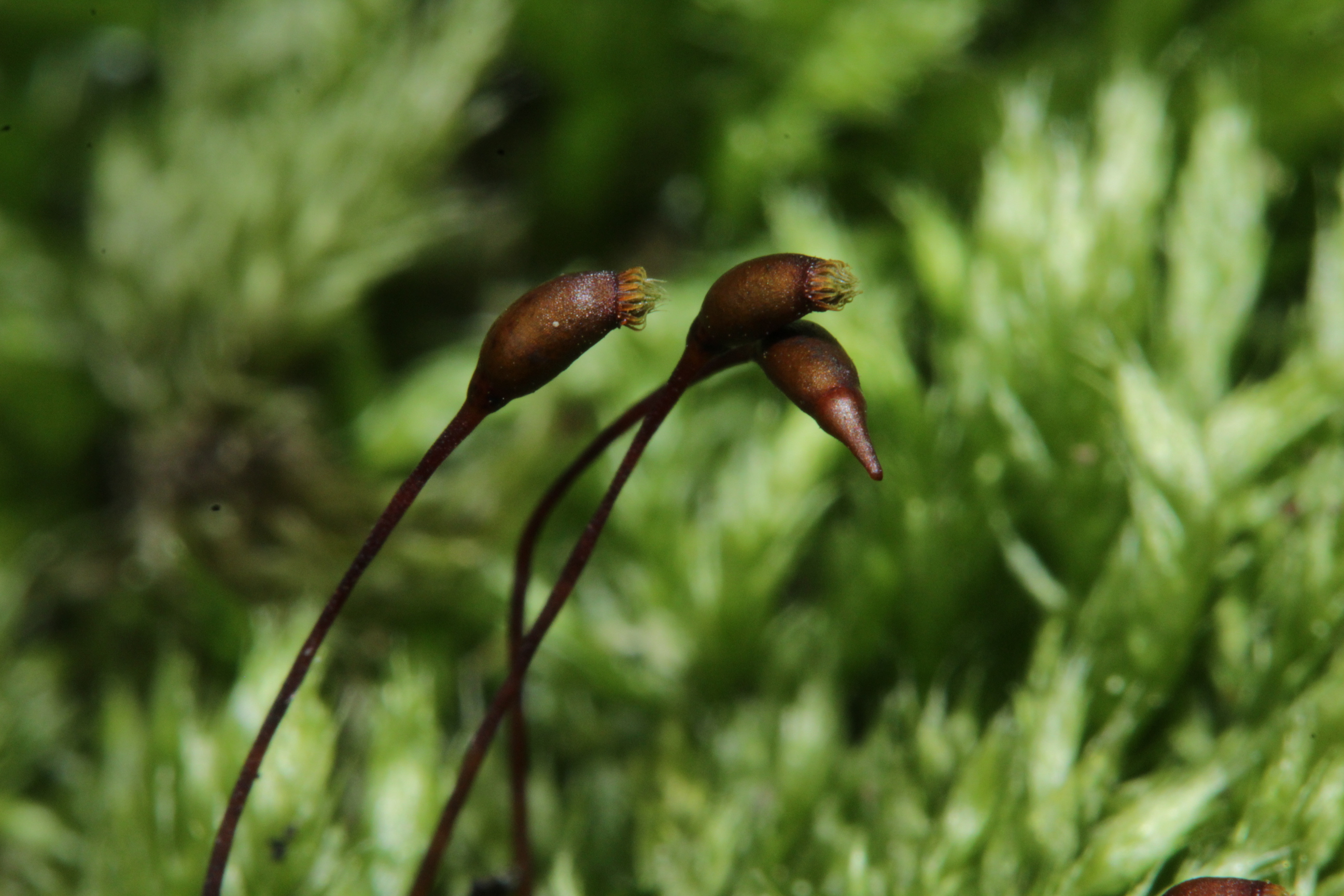
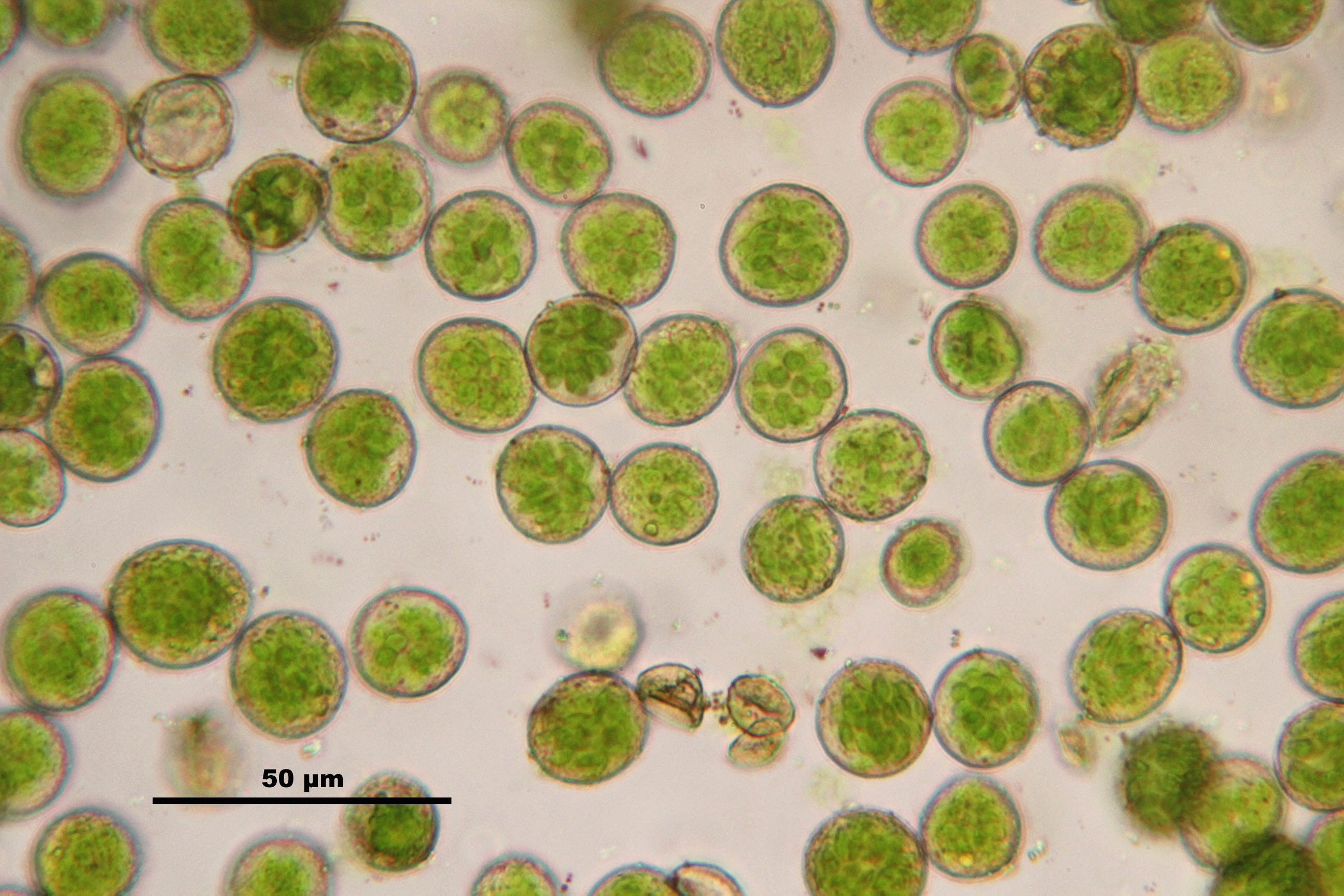

## Характеристика
Помірно сильні або ніжніші рослини ростуть світло-зеленими чи темно-зеленими чи коричнюватими блискучими газонами. Первинні повзучі стебла прилягають до субстрату ризоїдами. Від них виникають пучкові, гіллясті вторинні стебла. Гілки часто довгі, загострені. Не або злегка поздовжньо зморшкуваті стеблові листки з яйцеподібною чи ланцетною основою досить раптово звужуються в волосистоподібний кінчик листа, довжина якого досягає приблизно третини всієї довжини листка, від 1.8 до 3.5 мм завдовжки; краї цілісні або злегка зубчасті, плоскі або вузько складені біля основи. Приблизно до середини листа простягається проста листкова жилка, яка до верхівки стає тоншою. Листки гілок мають довжину лише до 2 міліметрів. Коробочкові ніжки пурпурові, до 20 мм завдовжки. Похила овальна і дещо вигнута спорова коробочка має довжину від 1.5 до 2.4 міліметра.